# Roberta Hartley
Roberta Hartley (Preston) es una deportista británica que compitió en vela en la clase Laser Radial.
Ganó una medalla de bronce en el Campeonato Mundial de Laser Radial de 1995 y una medalla de oro en el Campeonato Europeo de Laser Radial de 1994.

## Palmarés internacional
| \| Campeonato Mundial \| Campeonato Mundial \| Campeonato Mundial \| Campeonato Mundial \| \| Año \| Lugar \| Medalla \| Clase \| \| ------------------ \| ------------------------------- \| ------------------ \| ------------------ \| \| 1995 \| Santa Cruz de Tenerife (España) \| Medalla de bronce \| Laser Radial \| \| Campeonato Europeo \| \| \| \| \| Año \| Lugar \| Medalla \| Clase \| \| 1994 \| Isla Hayling (Reino Unido) \| Medalla de oro \| Laser Radial \| |                                 |                   |              |
| Campeonato Mundial |                                 |                   |              |
| Año | Lugar                           | Medalla           | Clase        |
| 1995 | Santa Cruz de Tenerife (España) | Medalla de bronce | Laser Radial |
| Campeonato Europeo |                                 |                   |              |
| Año | Lugar                           | Medalla           | Clase        |
| 1994 | Isla Hayling (Reino Unido)      | Medalla de oro    | Laser Radial |